# Уробор
Уробор или Уроборос (грч. ουροβόρος, од „ουροβόρος όφις“ – „змија која једе сопствени реп“) антички је симбол вјечности који приказује змију која једе свој реп. Потиче од грчких ријечи „οὐρά“ (реп) и „βόρος“ (јести), дакле „онај који једе свој реп“.